# Хюинь Тан Фат
Хюинь Тан Фат (15 февраля 1913, около Митхо, Французский Индокитай — 30 сентября 1989, Хошимин, Вьетнам) — южно-вьетнамский коммунистический политик и революционер. Он был членом Первого национального собрания (Демократическая Республика Вьетнам), председателем революционного правительства Южного Вьетнама, а после объединения — заместителем премьер-министра Вьетнама.
Хюинь Тан Фат вступил в Коммунистическую партию Вьетнама в марте 1945 года и начал революционную деятельность в Сайгоне, после чего был назначен заместителем директора Комитета информации и печати Юга. Когда после Второй мировой войны французы повторно оккупировали Сайгон, они арестовали его и приговорили к двум годам тюремного заключения. После освобождения он возобновил свою революционную деятельность и в 1949 году был назначен комиссаром УБКЧК юга и окружным комиссаром УБКЧК по Сайгон-Чолон.
Хюинь Тан Фат стал председателем Временного революционного правительства Республики Южный Вьетнам (ВРП) после его формирования в 1969 году. После капитуляции правительства Южного Вьетнама 30 апреля 1975 года ВРП стала номинальным правительством Южного Вьетнама. Он занимал этот пост до 2 июля 1976 года, когда страна была воссоединена с Северным Вьетнамом, что сделало его единственным коммунистическим премьер-министром Южного Вьетнама. С 1976 по 1982 год он был вице-премьером в объединенном Вьетнаме, а в 1982 году стал вице-президентом Государственного совета.
За преданность революции он был награжден орденом Хо Ши Мина.